# Emperia Holding
Treść tego artykułu od 2014-10 może nie być zgodna z zasadami neutralnego punktu widzenia.
 Po wyeliminowaniu niedoskonałości należy usunąć szablon [[Szablon:Dopracować|]] z tego artykułu.
Emperia Holding SA – spółka dominująca grupy kapitałowej działającej w sektorach handlu detalicznego, nieruchomościowym i IT. Spółka publiczna, od 2002 r. notowana na Giełdzie Papierów Wartościowych w Warszawie.

## Historia
W czerwcu 1990 r. Artur Kawa założył jednoosobową działalność gospodarczą. W grudniu 1990 r. przekształcił ją w spółkę cywilną o nazwie Eldorado. Przedsiębiorstwo zajmowało się dystrybucją artykułów spożywczych. W 1994 r. utworzono spółkę akcyjną Eldorado. W styczniu 2002 r. spółka zadebiutowała na Giełdzie Papierów Wartościowych w Warszawie. W maju 2007 r., po połączeniu z BOS SA, nazwę spółki Eldorado zmieniono na Emperia Holding SA, a spółki wspólnie utworzyły Grupę Handlową Emperia.

## Działalność

### Działalność detaliczna
Część detaliczną Grupy Kapitałowej Emperia tworzy sieć handlowa Stokrotka założona w 1994 r. w Lublinie. Pierwsza placówka detaliczna tej sieci rozpoczęła funkcjonowanie w 1996 r. w Łęcznej. W 2014 r. Stokrotka Sp. z o.o. była operatorem 259 marketów.

### Działalność deweloperska i zarządzanie nieruchomościami
W skład grupy kapitałowej wchodzą także część nieruchomościowa odpowiadająca za działalność deweloperską i zarządzanie nieruchomościami. Inwestuje w obiekty przeznaczone do prowadzenia działalności operatorów detalicznych z grupy, jak i spoza niej. Zarządza ona nieruchomościami, pozyskuje nowe lokalizacje i prowadzi działalność deweloperską, poprzez kilka spółek celowych. Koncentruje się na obiektach w formie minigalerii lub parków handlowych.

### Działalność informatyczna
Spółka informatyczna Infinite Sp. z o.o. dostarcza rozwiązań z zakresu integracji B2B w celu optymalizacji transakcji poprzez automatyzację relacji pomiędzy partnerami biznesowymi.